# 岡野昭仁
岡野 昭仁（おかの あきひと、1974年〈昭和49年〉10月15日 - ）は、日本のボーカリスト。ロックバンドポルノグラフィティのボーカリスト。広島県因島市（現・尾道市）中庄出身。

## 来歴

### 生い立ち
1974年10月15日、広島県因島市で岡野家の長男（姉が2人）として誕生。両親は「サトル」と名付けたがっていたが、岡野家の名前は基本的に伯父が付けていたため、伯父によって「昭仁」と名付けられた。
幼い頃の夢はスポーツ選手で、小学校では野球、中学校では陸上（長距離・駅伝）とサッカーに勤しんでいた。音楽に興味を持ち始めたのは小学生の頃で、そのきっかけは6つ上の姉がデュラン・デュランなどの洋楽を聴いていたことだという。なお、歌うことに関してはそれ以前から好きだったといい、親戚の集まりでは梅沢富美男の「夢芝居」をカラオケで歌って親戚のおじさんやおばさんを喜ばせるなど、「ボーカリストの原点はそこなんじゃないか」と語っている。音楽をしっかり聴き始めたのは中学生の頃で、邦楽では久保田利伸、米米CLUB、ユニコーン、Xなどを聴いていた。当初はあまり洋楽を聴いていなかったが、中学3年生の頃からボン・ジョヴィやガンズ・アンド・ローゼズなどを聴き始めるようになったという。

### 高校時代
1990年に因島高校に入学し、新藤晴一と出会う。出会った当時の新藤は坊主で髪色が赤茶色だったため、岡野は「何か恐い」「絶対こいつとは友達になれん」と思っていたが、高校2年生の時に友達の誘いで入った応援団に新藤が所属していたことがきっかけで仲良くなったという。その後たまたま一緒に行ったカラオケで「文化祭でコーラスとして参加してくれないか」と誘われ、新藤が組んでいたNO SCOREというバンドに加入した。文化祭ではコーラスを担当したが、文化祭後から新藤に変わってボーカルに昇格し、翌春の新入生歓迎会でボーカルデビューを果たした。

### 上阪、インディーズ時代
1993年に高校を卒業し、NO SCOREは事実上の解散となった。春からは浪人のために大阪の予備校に入り、寮生活を始めた。夏前までは頑張って勉強をしていたが、夏頃からは寮の友達の影響でサッカーやパチンコなどで遊ぶようになったという。この頃はヘヴィメタやハード・ロックが好きで、伊藤政則の『ROCK KIDS 802』といったラジオ番組、『BURRN!』といった音楽雑誌で情報を集めるなど、人生で一番音楽を聴いていた時期だという。また、バンド活動はしていなかったが、友達とよくカラオケに行き、そこで「来年からは（新藤らと）バンドするけん！」と宣言していたという。
1994年に大阪学院大学に入学し、上阪した新藤とTamaら、NO SCOREのメンバー5人全員が大阪で再会を果たす。その5人で再びバンドを結成したが、ほとんど活動しないまま2人が脱退した。夏頃から新たにバンド活動を始め、ポルノグラフィティを名乗るようになる。その後はライヴやイベント出演など精力的にバンド活動を行い、ほとんど大学には通わず、大学3年生になるタイミングで中退した。城天や心斎橋筋2丁目劇場でライヴを行っていたのもこの頃である。
1997年3月に『SDオーディション』に合格し、SMEおよびアミューズと契約を結ぶ。同年9月末に活動拠点を大阪から東京に移し、1998年夏頃からメジャーデビューに向けて本格的に楽曲制作やレコーディングを開始した。

### メジャーデビュー以降
- 1999年9月8日：ポルノグラフィティのアキヒトとして1stシングル「アポロ」でメジャーデビュー。
- 2000年12月31日：第51回NHK紅白歌合戦にポルノグラフィティとして初出場（演奏曲は「サウダージ」）。
- 2007年4月7日〜2010年3月30日：ニッポン放送『ポルノグラフィティ岡野昭仁のオールナイトニッポン』のパーソナリティーを担当。
- 2008年1月：ポルノグラフィティ公式ファンクラブ love up! 会報で一般人女性との結婚を報告[8]。
- 2013年5月23日：国立競技場で開催された元日本代表MFの藤田俊哉の引退試合『ほけんの窓口プレゼンツ 藤田俊哉送別試合』に"ジャパンブルー"チームの一員として出場[9]。

- 2013年10月5日〜2014年9月27日：FM802『LIVE IT UP』のパーソナリティーを担当[7][10][11]。
- 2014年12月19日：「LIVE IT UP」の後夜祭として、『岡野昭仁カヴァーLIVE 「SING IT UP」』をなんばHatchで開催[10][12]。
- 2017年2月1日：Mayday『自伝 History of Tomorrow』に収録された「Song for you」の作詞を担当、同楽曲のゲストボーカルに参加。
- 2017年2月4日：Mayday『Re:DNA ～2017 復刻版～』日本武道館公演にシークレットゲストとして出演[13][14]。
- 2018年2月27日：Dr.kyOn（元・BO GUMBOS）の還暦記念ライヴ『Dr.kyOn還暦記念スーパージョイント"NEW MORNING Vol.1"』にゲスト出演[15]。
- 2018年6月23日：豊洲 MIFA Football Parkで開催されたフットサルトーナメント『NIKE FTBL CUP』のLegendチームにKEIGO（FLOW）と共にスペシャルゲストとして参加[16]。
- 2019年6月11日：パシフィコ横浜国立大ホールで開催された『澤野弘之LIVE［nZk］006』にゲスト出演[17][18]。
- 2020年2月29日：LINE CUBE SHIBUYAで開催されたスガシカオ主催のイベント『第3回かけすぎジャンボリー』にゲスト出演[19]。
- 2020年3月20日：『J-WAVE HOLIDAY SPECIAL TOKYO GUITAR JAMBOREE 2020 ～ROPPONGI BASHO』に出演[注釈 2][20]。
- 2020年3月23日：音楽配信番組『DISPATCHERS』をスタート[21]。
- 2020年9月29日：『SPACE SHOWER SWEET LOVE SHARE supported by au 5G LIVE』の振替ライヴに出演[注釈 3][22]。
- 2020年11月25日：「歌を抱えて、歩いていく」プロジェクトの始動、並びにプロジェクトの第一弾楽曲「光あれ」のリリースを発表[23][24]。
- 2021年1月3日：ニッポン放送『ポルノグラフィティ岡野昭仁のオールナイトニッポン』のパーソナリティーを約11年ぶりに担当[25]。
- 2021年1月20日：プロジェクト第一弾楽曲「光あれ」を配信リリース[26]。
- 2021年4月11日：『岡野昭仁 配信LIVE2021「DISPATCHERS 」』を開催[27]。
- 2021年4月12日：プロジェクト第二弾楽曲「Shaft of Light」を配信リリース[28]。
- 2021年7月2日：プロジェクト第三弾楽曲「その先の光へ」を配信リリース[29]。
- 2021年7月10日：Bilibili主催のライブビューイングイベント『Bilibili Macro Link – Star Phase 2021（BML-SP2021）』に出演[30]。
- 2021年7月11日：Bilibili主催のライブビューイングイベント『Bilibili Macro Link 2021』に出演[31]。
- 2021年7月25日：『岡野昭仁 配信LIVE2021「DISPATCHERS vol.2」』を開催[32]。
- 2022年3月13日：東京国際フォーラム ホールAで開催された『澤野弘之LIVE［nZk］007』にゲスト出演[33]。
- 2022年5月9日：プロジェクト第四弾楽曲「MELODY (prod.by BREIMEN)」を配信リリース[34]。
- 2022年5月31日：ニッポン放送『岡野昭仁と井口理のオールナイトニッポン』のパーソナリティーを井口理（King Gnu）と共に担当[35]。

## 人物

### プロフィール
- 血液型はA型。身長169.8cm。体重61kg。視力は両眼0.02。靴のサイズは25.5cm。
- 愛称は昭仁（アキヒト）、アックン、アッキン、ヒト（くん）、岡野くんなど。
- 家族構成は妻、子。
- 趣味はサッカー（フットサル）、釣り（バスフィッシング[36]）、ゴルフ。
- 好きなお笑い芸人はダウンタウン、月亭方正。

#### その他
- 小学3年から6年までは野球をしており、新藤が監督を務める桜ヶ丘クロゴスにも所属していた。また、新藤と同じく広島東洋カープの大ファンであり、テレビやラジオ、ライヴMC等ではかなりの頻度でカープの話題を口にする。
- 小学2年と中学・高校ではサッカーをしており、サッカー好きでもある。中田英寿が永遠のヒーローだといい、近年でも欧州サッカーの選手名鑑は10数年分を保管しており、久保建英とジョアン・フェリックスに注目していると語っている。また、自身でもチーム岡野というサッカーチームを持っていたが、岡野曰く自然解散となってしまい、その後は無所属で自由にサッカーを楽しんでいた。[要出典]。2011年からは事務所の後輩とともにフットサルチーム・チーム・アミューズ!!を結成。岡野がキャプテンを務め[37]、FLOWや平岡祐太、向野章太郎らと大会やイベントに参加している[38][39]。
- 趣味の一つである釣り（バスフィッシング）は2006年春頃から始めたもので[40]、2級船舶免許も取得しており、釣り用ボートも所有している[41]。また、釣り好きが高じて、日本テレビ系『ダウンタウンのガキの使いやあらへんで!!』の企画「第14回芸能人釣り選手権」（2008年7月20日・27日放送）に出場した[42]。
- デビュー当初は新藤と共にカートにハマっていたことがある[41]。当時はそれぞれカートを所有し、ツインリンクもてぎでの7時間耐久レースにも数年間参加していた[41]。
- 大の漫画好きで『ONE PIECE』『ブラックジャックによろしく』『NANA』など、自宅に約3,000冊の漫画を所有している（2007年時点）[43]。近年は『鬼滅の刃』『怪獣8号』『フットボールネーション』などにハマっていると明かしている[44][45]。

### 音楽面
- 影響を受けたアーティストは邦楽では久保田利伸、米米CLUB、THE YELLOW MONKEY、ユニコーン、X（後のX JAPAN）、洋楽ではボン・ジョヴィ、ガンズ・アンド・ローゼズなど[1][3][6]。特にガンズ・アンド・ローゼズから受けた影響は大きく、高校3年の文化祭で演奏した際の衣装はアクセル・ローズへの憧れから父親の釣り用のベストだったと語っており、自身が手掛けた楽曲の中にはガンズ・アンド・ローゼズの曲名や歌詞が使用されているものもあるなどリスペクトがみられる[注釈 4]。また、「高校のとき観たガンズのライブで感じた興奮と同じくらいのライブをしたい！」という目標を掲げている。
- 上述以外の好きなミュージシャンとして、シール、レディオヘッド、ミューズ、ダニー・ハサウェイ、BO GUMBOS、など。
- 作曲の際はギター、ピアノなどの楽器を使用しており、作詞の際はパソコンを使用して歌詞を入力している。

## ソロプロジェクト
2020年11月25日、「歌を抱えて、歩いていく」プロジェクトと銘打ったソロプロジェクトの始動を発表した。このプロジェクトは岡野がこれまでとこれからの自身の歌を総括し、多様なジャンルのアーティストから曲や詞の提供を受け、歌いあげるというもの。
楽曲
1. 光あれ（2021年1月20日）
  - プロジェクト第一弾楽曲。TBS系列アニメ『七つの大罪 憤怒の審判』オープニングテーマ。
  - 作詞には岡野が「以前から気になっていた」というn-buna（ヨルシカ）[46]、作曲にはかねてから親交のある澤野弘之を迎えた[24]。
  - MV[47]には進撃のY（YouTuber）、六反勇治（横浜FC）が出演している[48]。
2. Shaft of Light（2021年4月12日）
  - プロジェクト第二弾楽曲。
  - 2021年4月11日に開催した『岡野昭仁 配信LIVE2021「DISPATCHERS 」』で先行披露された楽曲で、詞曲をサウンドクリエーターの辻村有記が手掛けた[注釈 5][50]。
  - 楽曲についての打ち合わせから制作までの模様が『DISPATCHERS』で全3回に分けて公開された[49][51][52]。
3. その先の光へ（2021年7月2日）
  - プロジェクト第三弾楽曲。『劇場版 七つの大罪 光に呪われし者たち』主題歌。
  - 作曲を「光あれ」に引き続き澤野弘之が手掛けており、デモ曲を聴いた岡野が「この曲を本当の名曲へと仕上げてくれるのはこの方しかいない」とスガシカオに作詞を依頼したという[29]。
  - コーラスには『七つの大罪』のメリオダス役・梶裕貴、エリザベス役・雨宮天が参加している[29]。
  - MV[53]ではJリーグ唯一の男性チア・TAKARA（アビスパ福岡オフィシャルチアリーダーズ）に焦点が当てられている[54]。
4. MELODY (prod.by BREIMEN)（2022年5月9日）
  - 井口理（King Gnu）とのコラボレーションによるプロジェクト第四弾楽曲。名義は「岡野昭仁×井口理」。
  - 楽曲は井口の提案で5人組ミクスチャーファンクバンド・BREIMENの高木祥太が詞曲が担当[55]。また、編曲・演奏をBREIMENの5人が担当している[55]。
  - MVには岡野・井口のほか、BREIMENのメンバー全員が出演[56]。常田大希（King Gnu）が主宰するPERIMETRONのOSRINが監督を務めた[57]。
  - 5月13日にレコーディングのドキュメント映像、7月7日にMV撮影のドキュメント映像が『DISPATCHERS』でそれぞれ公開された[58][59]。
  - 音楽番組では『CDTVライブ!ライブ!』（5月23日放送回[60]）、『ミュージックステーション』（6月10日放送回[61]）で披露された。

## ディスコグラフィ

### シングル
|      | リリース       | タイトル                 | 規格                   | 備考                                  | 収録アルバム        |
| ---- | -------------- | ------------------------ | ---------------------- | ------------------------------------- | ------------------- |
| 1st  | 2021年01月20日 | 光あれ                   | デジタル・ダウンロード | 各楽曲の詳細は#ソロプロジェクトを参照 | Walkin' with a song |
| 2nd  | 2021年04月12日 | Shaft of Light           | デジタル・ダウンロード | 各楽曲の詳細は#ソロプロジェクトを参照 | Walkin' with a song |
| 3rd  | 2021年07月02日 | その先の光へ             | デジタル・ダウンロード | 各楽曲の詳細は#ソロプロジェクトを参照 | Walkin' with a song |
| 4th  | 2022年05月09日 | MELODY (prod.by BREIMEN) | デジタル・ダウンロード | 各楽曲の詳細は#ソロプロジェクトを参照 | Walkin' with a song |
| 先行 | 2023年07月26日 | 指針                     | デジタル・ダウンロード | 各楽曲の詳細は#ソロプロジェクトを参照 | Walkin' with a song |
| 先行 | 2023年08月16日 | ハイファイ浪漫           | デジタル・ダウンロード | 各楽曲の詳細は#ソロプロジェクトを参照 | Walkin' with a song |

### アルバム
|     | リリース       | タイトル            | 規格                 |
| --- | -------------- | ------------------- | -------------------- |
| 1st | 2023年08月23日 | Walkin' with a song | CD+Blu-ray CD+DVD CD |

### 参加作品
Fairlife
- 永遠のともだち feat. 岡野昭仁 from ポルノグラフィティ

シングル「永遠のともだち」収録（2004年9月23日）
- 冬休み feat. 岡野昭仁 from ポルノグラフィティ

アルバム『Have a nice life』収録（2004年12月1日）
- 淋時雨 feat. 岡野昭仁 from ポルノグラフィティ

アルバム『パンと羊とラブレター』収録（2007年3月7日）
- モンスター feat. 岡野昭仁 from ポルノグラフィティ

アルバム『パンと羊とラブレター』収録（2007年3月7日）
- 旅せよ若人 feat. 岡野昭仁 from ポルノグラフィティ

シングル「旅せよ若人」収録（2010年1月20日）
- みちくさ feat. 岡野昭仁 from ポルノグラフィティ

アルバム『みちくさ日和』収録（2010年2月3日）
POSSESSION=80.2 POR CENTO
- 春の歌[62]

FM802のACCESSキャンペーン2014年度キャンペーンソング。
POSSESSION=80.2 POR CENTOのメンバーとして、ボーカルで参加。
未音源化。
Mayday
- Song for you

アルバム『自伝 History of Tomorrow』収録（2017年2月1日）
SawanoHiroyuki[nZk]
- EVERCHiLD

アルバム『"R∃/MEMBER"』収録（2019年3月9日）
スガシカオ
- あなたへ[63]

YouTube限定配信（2020年4月29日）
Radio Happy Willows
- はなむけ[64]

FM802のACCESSキャンペーン2024年度キャンペーンソング。
Radio Happy Willowsのメンバーとして、ボーカルで参加。
未音源化。

### 楽曲提供
- 角巻わため - Fins （2023年6月7日） - 作曲（tasukuと共作）[65]

### その他楽曲
- ウイスキーが、お好きでしょ（2025年3月24日） - 石川さゆりの楽曲のカバー。サントリー「角瓶」「imagine.」編CMソング[66]。

## 使用楽器・機材
エレクトリックギター
- Gibson 1960 ES-335
- Gibson 1956 Les Paul Goldtop
- Gibson SG Jr.
- Gibson Les Paul Special
- Gibson Les Paul Junior Special
- Gibson Les Paul Traditional 1960
- Gibson Explorer
- Fender Stratocaster
- Fender Telecaster
- Fender Jaguar
- Fender Jazz Master
- SS by Shimura special（水谷公生から借り受けている）
- Deceiver aH-260M
- Deceiver aH Proto Model
- DEAN Deceiver

アコースティックギター
- Gibson Sheryl Crow Signature
- Gibson Humming Bird
- Gibson 1966 J-45
- Gibson J-50
- Gibson B-25
- Beffnick HOMIE(Akihito Order Model) など

アンプ
- Orange Rockerverb 100
- VOX AC30/6TV など

その他
- デモ制作用として自宅内にボーカルブース付のプライベートスタジオを所有している。DAWはPreSonus Studio One、マスターキーボードはNative Instuments Komplete Kontrol A49 MK2、モニタースピーカーはmusikelectronic geithain RL906、マイクはAKG The Tube, C12VR、Townsend Labs Sphere L22等を使用している[67][68][69]。

## 出演番組・その他

### 出演番組
- ポルノグラフィティ岡野昭仁のオールナイトニッポン（ニッポン放送 毎週火曜 25:00 - 27:00／2007年4月7日 - 2010年3月30日）
- LIVE IT UP（FM802 毎週土曜20:00 - 21:00／2013年10月5日 - 2014年9月27日）
- DISPATCHERS（スペースシャワーTV・ポルノグラフィティOfficial YouTube Channel／2020年3月23日 -）

### その他
- an・an（女性ファッション誌） - 2006年6月から2007年6月まで、新藤とともに週交代形式で「男の交換日記」を連載していた。
- LuckyRaccoon（音楽・お笑い・エンターテインメント総合雑誌） - 定期的にソロ掲載をしていた。